# 尾崎紀世彦ショー ナウ・ナウ
『尾崎紀世彦ショー ナウ・ナウ』（おざききよひこショー ナウ・ナウ）は、1972年1月14日から同年6月30日までNET系列局で放送されていた毎日放送製作の音楽番組である。それ以前にも1971年10月8日から1972年1月7日まで『ナウ・ナウ』と題して放送されていた。全39回（14回＋25回）。放送時間は毎週金曜 22:00 - 22:30 （日本標準時）。

## 概要
ポピュラーミュージックを主体にしていた音楽番組で、尾崎紀世彦が司会を務めていた。番組は毎回2 - 3人ほどの歌手と当時の人気バンドをゲストに招いていた。
番組のオープニングでは、黒のタキシードを着た尾崎が英語版の「また逢う日まで」（「Lovers and Fools」とは別歌詞）を歌い、サビの部分になると今度は画面の向かって右から白いタキシードを着た尾崎が登場し、画面の左右に立つ2人の尾崎が同じ歌をハモるという演出があった。

## 出演者

### 司会
- 尾崎紀世彦

### レギュラー
- トワ・エ・モワ
- ゴールデンハーフ